# 2C-T-2
Le 2C-T-2 est un hallucinogène psychédélique synthétisé pour la première fois par Alexander Shulgin.

## Chimie
Sa structure est proche de celle de la mescaline.

## Pharmacologie
Le 2C-T-2 n'étant pas un produit très répandu, peu de recherches ont été effectuées. On ne connaît que peu sa toxicité et sa pharmacologie.
Le potentiel létal du 2C-T-2 peut être, à haute dose et selon le mode d'administration, similaire aux autres phényléthylamines de la famille 2C-T. Voir 2C-T-7.

## Effets et conséquences
Les effets sont proches de ceux du 2C-T-7, durent de 8  à   15 heures et peuvent être très puissants et déstabilisants.

### Effets recherchés
- Illusions sensorielles ;
- Visions colorées ;
- Sensations d'énergie, de bien-être ;
- Sensation d'empathie ;
- Exacerbation des sens (notamment tactile et sensibilité à la musique) ;
- Synesthésie.

Comme tout produit psychédélique, son usage peut générer des bad trips.